# Galactica (serie televisiva 1978)
Galactica (Battlestar Galactica) è una serie televisiva statunitense di fantascienza prodotta nel 1978 da Glen Larson. Fu realizzata una sola stagione andata in onda in prima visione negli Stati Uniti negli anni 1978-1979 e trasmessa in Italia da giovedì 7 ottobre 1982 alle 19.30 su Canale 5. L'episodio pilota, in tre parti, fu proiettato nelle sale cinematografiche, nel luglio 1978, in Europa, Canada e Giappone e in Italia fu distribuito con il titolo Battaglie nella galassia.
Nel 1980 fu realizzato un sequel della serie, Galactica (Galactica 1980), ambientato 30 anni dopo la fine della serie originale, ma fu di breve durata. Dal 2004 al 2009 è stato prodotto un remake, Battlestar Galactica, composta da quattro stagioni.

## Ambientazione e trama
La serie si basa sul presupposto che la specie umana abbia origine extraterrestre. In un lontano passato, essa si è diffusa su numerosi pianeti. Gli Egizi, i Maya e gli abitanti di Atlantide e Lemuria sarebbero i diretti discendenti di questi coloni spaziali.
In un lontano sistema solare, l'umanità si è insediata su 12 pianeti (con un'evidente analogia col numero dei segni zodiacali, dei quali alcuni dei 12 pianeti portano anche il nome: es: Caprica - Capricorno; Sagittarian - Sagittario). Dopo un millennio di scontri con i Cyloni, un popolo di robot, le 12 colonie vengono infine distrutte e i pochi superstiti sono costretti a un esodo attraverso lo spazio. La flotta delle astronavi comprende un'unica nave da battaglia, il Galactica, governata dal comandante Adamo (Adama nell'originale). La flotta parte alla ricerca del pianeta leggendario chiamato Terra, dove si dice esista l'ultima colonia umana, la tredicesima. Durante il viaggio, la flotta è costantemente minacciata dai Cyloni.
Gli episodi sono prevalentemente ambientati a bordo del Galactica.
L'aspetto religioso della serie è ispirata dal Libro di Abramo nel testo sacro Perla di gran prezzo, scrittura della Chiesa di Gesù Cristo dei santi degli ultimi giorni, di cui Glen A. Larson creatore e produttore della prima serie e consulente nel remake è un appartenente. Da questo testo viene estrapolata la credenza che l'umanità abbia dei cicli di evoluzione e rigenerazione. Nella Scrittura in questione sono 9 gli "stadi" della Terra per ritornare a Kobol, nella serie l'umanità è al quarto stadio: in primis Kobol, poi la Terra (la prima non la nostra) poi Caprica e alla fine la nostra Terra. Lo stesso testo sacro prevede l'esistenza di molteplici dei, a base della "religione" in Battlestar Galactica.
La prima serie non fornisce mai indicazioni precise in merito, ma da numerosi indizi si evince che l'azione si svolge ai giorni nostri. Nella serie del 1980 viene chiarito che la distruzione delle colonie, e l'inizio dell'esodo, sia da datarsi intorno all'anno 1950.

## Episodi
| Stagione       | Episodi | Prima TV originale | Prima TV Italia |
| -------------- | ------- | ------------------ | --------------- |
| Prima stagione | 24      | 1978-1979          | 1982-1983       |

## GalacticaeGuerre stellari
Nel 1978 la 20th Century Fox citò Universal Studios (produttori di Battlestar Galactica) per plagio, asserendo che 34 idee della serie erano state tratte da Guerre stellari. Universal contrattaccò accusando Guerre stellari di aver rubato numerose idee dal film del 1972 Silent Running (distribuito in Italia con lo sviante titolo 2002: la seconda odissea; la produzione non aveva in effetti nessun punto di contatto con il classico di Stanley Kubrick 2001: Odissea nello spazio) e dalle serie televisive di Buck Rogers degli anni quaranta. Alla fine, la controversia si concluse con un nulla di fatto.

## Edizione italiana
Nel 2008 è stata editata in DVD l'intera serie. I primi tre episodi non erano mai stati doppiati in italiano, fino all'edizione DVD. Infatti per la trasmissione televisiva italiana era stata usata la versione cinematografica che differisce per montaggio da quella televisiva. Anche gli episodi 12-13 hanno un doppiaggio differente essendo stati usati per il film di montaggio Galactica: l'attacco dei Cylon.